# Antônio Carlos dos Santos Aguiar
Antônio Carlos dos Santos Aguiar oder kurz Antônio Carlos (* 22. Juni 1983 in Rio de Janeiro) ist ein ehemaliger brasilianischer Fußballspieler. Der Rechtsfuß wurde als Abwehrspieler eingesetzt.

## Karriere
Antonio Carlos startete seine Laufbahn u. a. in der Jugendmannschaft vom Fluminense FC. Bei Fluminense schaffte er 2003 den Sprung in den Profikader. In der Série A 2003 betritt er seine ersten vier Spiele als Profi. In der Série A 2004 lief er bereits bei 39 Ligaspielen auf und erzielte dabei drei Tore.
Im Sommer 2005 wechselte der Spieler nach Frankreich zum AC Ajaccio, welche in der Saison 2005/06 in der Ligue 1 spielte. Am Ende der Saison musste Antonio Carlos aber als 18. in die Ligue 2 absteigen. Hier bestritt er 2006/07 nur noch zwei Spiele und kehrte im Sommer 2007 nach Brasilien zurück. Seine neue Stadion war Athletico Paranaense. Hier wurde er Stammspieler und bestritt in der Série A 2007 noch alle möglichen 16 Ligaspiele. Dabei gelang ihm ein Treffer. Mitte 2009 wurde der Spieler dann für den Rest des Jahres an den Atlético Goianiense in die Série B ausgeliehen. Mit dem Botafogo FR schloss sich schon zu Beginn des Jahres 2010 ein weiteres Leihgeschäft an. Mit dem Klub konnte er in dem Jahr die Staatsmeisterschaft von Rio de Janeiro gewinnen. 2011 wurde Antonio Carlos dann fest von Botafogo übernommen.
Antonio Carlos blieb Botafogo bis 2013 treu. In dem Jahr trat er zunächst noch in der Staatsmeisterschaft von Rio de Janeiro, dem Copa do Brasil und der Série A an, wechselte aber dann im Sommer des Jahres zum Ligakonkurrenten FC São Paulo. Nach zwei Jahren wechselte der Spieler wieder zurück nach Rio de Janeiro. Er ging für ein Jahr zu seinem alten Heimatverein Fluminense.
Anfang 2016 hatte Antonio Carlos zunächst ein Engagement beim Avaí FC. Für diesen lief er in vier Spielen in der Primeira Liga do Brasil 2016 sowie der Staatsmeisterschaft von Santa Catarina auf, verließ dann aber auf eigenen Wunsch den Klub. Er wechselte dann zum Ligastart der Série B zum Ceará SC, wo er in der Saison 2016 in der Serie B zu sechs Einsätzen kam. Bereits nach Ende der Saison verließ Antonio Carlos den Klub wieder. Nach Zwischenstationen bei unterklassigen Klubs wechselte er im August 2018 in die zweite Liga Chiles zum CD Magallanes für vier Monate. Am 20. Oktober 2018, dem 28. Spieltag der Saison, kam Antonio Carlos gegen Deportes Melipilla zu seinem einzigen Einsatz für den Klub.
Zu Beginn 2019 wechselte Antônio Carlos erneut. Er ging zum Brasiliense FC, um mit diesem in der Distriktmeisterschaft von Brasília anzutreten. Nach Abschluss des Wettbewerbs wurde er wieder entlassen. Im Juni 2020 wurde Antônio Carlos vom Olaria AC verpflichtet.

## Erfolge
Botafogo
- Taça Guanabara: 2010, 2013
- Taça Rio: 2010, 2012, 2013
- Staatsmeisterschaft von Rio de Janeiro: 2010, 2013